# Tajfun Fred (1994)
Tajfun Fred – tajfun 4. kategorii w Skali Saffira-Simpsona, który w 1994 roku nawiedził wybrzeże Chin. Był to 6 tajfun w sezonie 1994 na obszarze północnego Pacyfiku. Stała prędkość wiatru osiągała 185 km/h, w porywach do 240 km/h. Cyklon utworzył się 12 sierpnia i przemieszczał się na zachód, stopniowo rosnąc w siłę. Przeszedł na północ od wybrzeża Tajwanu. Na Tajwanie, władze nakazały ewakuację z niżej położonych terenów, co pozwoliło uniknąć ofiar śmiertelnych. 21 sierpnia, Fred uderzył w wybrzeże Chin. Gwałtowne opady deszczu wywołały powódź błyskawiczną i spowodowały liczne ofiary śmiertelne. Tajfun zniszczył uprawy oraz budynki mieszkalne i fabryki. Straty oszacowano na ponad 1 miliard dolarów amerykańskich. Łącznie w wyniku przejścia burzy zginęło w Chinach 1000 osób, z czego ponad 700 w samej prowincji Zhejiang.